# Florian Weber (Moderator)
Florian Weber (* 24. Juni 1976 in Frankfurt am Main) ist ein deutscher Fernsehmoderator.

## Leben
Nach seinem Abitur am Englischen Institut in Heidelberg studierte Florian Weber Politikwissenschaften in München, schrieb bei Werner Weidenfeld seine Abschlussarbeit und erlangte den Magistergrad.
Bereits im Jahr 2001 moderierte er beim Sender tm3 die Call-in-Sendung News nach Neun.
Als Schauspieler trat er unter anderem neben Ruth Drexel und Uschi Glas in dem mehrteiligen ARD-Fernsehfilm Zwei am großen See auf.
Von 2008 bis 2011 war Weber Live-Reporter und Moderator beim NDR Fernsehen. In der täglichen ausgestrahlten Sendung Mein Nachmittag war er als Außenreporter bis Dezember 2009 mit seinem Team im NDR-Sendegebiet unterwegs und präsentierte Reportagen. Weiterhin hat er die Sendung Was verdient der Norden? (2008), die Unterhaltungssendung Top Flops – Die lustigsten Fernsehpannen (2009 und 2010) und das TV-Quiz Wer hat’s gesehen? (2010 und 2011) moderiert.
Vom 20. Oktober 2009 bis zum 3. November 2011 moderierte Weber, anfangs immer Dienstag bis Freitag, später auf weniger Wochentage eingeschränkt, ab 18.50 Uhr ein Wissensquiz Das Duell im Ersten. In dem variationsreichen Ratespiel waren maximal 100.000 Euro zu gewinnen. Sie winkten den Kandidaten, die fünf Spielrunden gegen wechselnde Gegner durchhielten. Nachdem Jörg Pilawa seine Show Das Quiz am 7. September 2010 das letzte Mal moderiert hatte, lief seitdem Das Duell im Ersten zusätzlich auf dem alten Sendeplatz von Pilawa (19.20 Uhr). Damit wurden im ARD-Vorabendprogramm ab 18.50 Uhr zwei Folgen von Das Duell im Ersten ausgestrahlt.
Von 2009 bis 2019 moderierte er beim SWR die Fernsehsendung ARD-Buffet im Ersten.
Außerdem moderierte er von 2012 bis 2024 im SWR die Wissens-Unterhaltungsshow Meister des Alltags sowie seit 2014 die Landesschau Baden-Württemberg.
Seit September 2022 moderiert Weber das Magazin Zur Sache Baden-Württemberg! im SWR.
Florian Weber lebt mit seiner Familie im Chiemgau.

## Filmografie
- 1994: Die Fallers – Die SWR Schwarzwaldserie
- 1998: Auch Männer brauchen Liebe
- 2000: Bei aller Liebe (4 Folgen)
- 2000: Sylvia – Eine Klasse für sich
- 2000: Die Nacht der Engel
- 2002: Um Himmels Willen
- 2002: So schnell du kannst
- 2002: Alicia!
- 2003: Mit Herz und Handschellen – Bussi für den Mörder
- 2003: Die Rettungshunde: Hochzeitsreise in den Tod
- 2003: Tigeraugen sehen besser
- 2003: Unser Charly
- 2003: Zwei am großen See
- 2004: Alphateam – Die Lebensretter im OP
- 2004: SOKO München
- 2004: Utta Danella – Das Familiengeheimnis
- 2005: Unter weißen Segeln – Odyssee der Herzen, Rolle: Lothar
- 2005–2006: Die Fallers – Eine Schwarzwaldfamilie (Folge 464–498)
- 2007: Inga Lindström – Hochzeit in Hardingsholm
- 2008: Ein Ferienhaus in Schottland
- 2012: Wer’s glaubt wird selig
- 2013: Die Speckners
- 2013: Zwei Mütter
- 2025: Tatort – Der Stelzenmann (Als Moderator)

## Moderation (Auswahl)
- 2009–2019: ARD Buffet
- 2010: Take Me Out (Folge 1)
- 2010–2011: Wer hat’s gesehen? (19 Folgen)
- seit 2012: Meister des Alltags
- seit 2014: Landesschau Baden-Württemberg
- 2019: Survivor (VOX)
- seit 2022: Zur Sache Baden-Württemberg!